# أندريه ليون
أندريه ليون (بالبرتغالية: André Leone‏) (12 فبراير 1979 بساو باولو في البرازيل - ) هو لاعب كرة قدم برازيلي في مركز الدفاع. لعب مع سبورتينغ براغا ونادي ريو برانكو ونادي سبورت ريسيفه ونادي سيينا ونادي غواراني ونادي غوياس ونادي فاسكو دا غاما ونادي فيتشينزا ونادي كروزيرو ونادي كورينثيانز ونادي فيلا نوفا ونادي إيتوانو وUnião Agrícola Barbarense Futebol Clube ‏.

## وصلات خارجية
- أندريه ليون على موقع قاعدة بيانات كرة القدم.إي يو (الإنجليزية)
- أندريه ليون على موقع Soccerway.com (الإنجليزية)